# Lake Forest (Kalifornija)
Lake Forest je grad u američkoj saveznoj državi Kalifornija. Prema popisu stanovništva iz 2010. u njemu je živjelo 77.264 stanovnika.